# Två ungherrar i Verona
Två ungherrar i Verona eller Två gentlemän från Verona, även Två herrar från Verona (originaltitel The Two Gentlemen of Verona) är en komedi av William Shakespeare.

## Tillkomsthistoria

### Datering
Första gången pjäsen omnämns är i Francis Meres Palladis Tamia 1598. Den tros dock vara betydligt äldre. Tonen visar på påverkan av de hovkomedier som framfördes på 1580-talet, till exempel av John Lyly. Osäkerheten som visar sig i den dramatiska tekniken pekar på bristande erfarenhet, och pjäsen har därför daterats till Shakespeares allra tidigaste verk, förmodat tillkommen omkring 1590.

### Pjäsens källor
Den ena delen av intrigen kan vara inspirerad av spanjoren Jorge de Montemayors prosaberättelse La Diana enamorada (1559) som kom i fransk översättning 1578 och som fanns översatt till engelska av Bartholomew Yonge från 1582, en översättning som dock inte trycktes förrän 1598. Där klär den ratade kvinnan ut sig till man och får anställning som page hos sn älskade. Han skickar henne med ett brev till den kvinna han åtrår. Motivet tros också ha återgetts i den anonyma och försvunna pjäsen Felix and Philiomena som framfördes vid hovet 1585. Den andra delen av intrigen kan vara inspirerad av Thomas Elyots The Gouvernor från 1531 och/eller John Lylys Euphues från 1578. Där återfinns tråden med konflikten mellan vänskap och kärlek mellan de två ungherrarna, där den ene i det fördolda uppträder som rival om den åtrådda. Originalet till denna berättelse är dock Giovanni Boccaccios berättelse om Titus och Gisippus i Decamerone.

### Tryckningar och text
Första gången pjäsen publicerades var i the First Folio 1623 som sammanställdes av Shakespeares skådespelarkollegor John Heminges och Henry Condell och publicerades av Edward Blount och Isaac Jaggard. Versionen tros vara grundad på ett manuskripts skrivet av den professionelle skrivaren Ralph Crane. Hans förlaga tros ha varit Shakespeares eget handskrivna original. Tecken finns dock på att detta undergått bearbetning efter att ha framförts på teatern. Det lilla antalet profaniteter tros bero på att manuset även bearbetats för att tillgodose lagen the Act to Restrain Abuses of Players från 1606.

## Handling
En ung man vid namn Valentine står i beredskap att resa från Verona till Milano för att vidga sina vyer. Han vill att hans bäste vän Proteus skall göra honom sällskap, men denne väljer att inte resa eftersom han är kär i en ung flicka som heter Julia. Därför reser den besvikne Valentine utan sin vän. Samtidigt diskuterar Julia Proteus med sin uppasserska Lucetta, som försäkrar henne att Proteus är förälskad i Julia, som dock är för blyg för att erkänna för Lucetta att hon besvarar hans känslor. Då överlämnar Lucetta ett brev till Julia, och berättar att hon tror att det är skickat av Proteus eftersom det var hans tjänare Speed som gav brevet, som har texten "Till Julia," till henne. Julia river sönder brevet inför Lucetta för att inte ge sken av att hon bryr sig om vad Proteus har att säga, men sedan skickar hon iväg Lucetta, kysser pappersbitarna och försöker att pussla ihop dem.
Proteus far Antonio beslutar att Proteus skall följa efter Valentine. Proteus tar farväl av Julia och säger hur mycket han älskar henne, och de utbyter ringar. I Milano har Valentine blivit kär i hertigens dotter Silvia. När Proteus får se henne blir också han blixtkär. Omedveten om Proteus känslor berättar Valentine att hertigen vill tvinga Silvia att äkta den snobbige och välbeställde Thurio. Eftersom hertigen misstänker att Silvia är kär i Valentine låser han in henne i ett torn. Valentine berättar för Proteus om sina planer att frita Silvia. Proteus avslöjar nesligen planerna för hertigen som förvisar Valentine. Utanför Milano stöter han på ett band med fredlösa, som säger sig vara bannlysta precis som han. Han säger till dem att han har dödat en man i ärlig strid. De fredlösa tror på lögnen och utnämner honom till sin ledare.
Under tiden har Julia beslutat sig för att följa efter Proteus. Hon klär med Lucettas hjälp ut sig till karl och kallar sig "Sebastian", så att hon inte ska vara i lika mycket fara på vägen. Väl framme får hon tjänst hos Proteus. Hon blir vittne till hur han försöker sjunga serenader nedanför Silvias fängelse. Upprörd över att han älskar en annan bestämmer sig Julia för att ta jobb som hans page tills hon kommit på vad hon ska göra. Proteus skickar "Sebastian", som han inte känt igen som sin Julia, som bud till Silvia med ringen som han fått av Julia. Han lurar även i Silvia att Valentine är död och hon sörjer djupt. Men hon blir ändå inte riktigt övertygad om sin älskades död utan anar att Valentine fortfarande är vid liv, och vill dessutom slippa att gifta sig med Thurio, och därför flyr hon mot Mantua, där hon tror att Valentine finns. Till hjälp har hon en man vid namn Eglamour. Hon träffar på de fredlösa som tar henne tillfånga medan Eglamour flyr. De fredlösa bestämmer sig för att ta henne till sin nya ledare, men stöter på Proteus och "Sebastian" som lyckas frita Silvia. Hon är fortfarande kallsinnig till Proteus försök att fria till henne. Vad de inte vet är att Valentine iakttar dem i hemlighet.
Proteus insinuerar att han skall våldta Silvia. Då kan Valentine inte låta bli att ingripa. Han fördömer Proteus. Proteus ångrar sig snabbt och säger att hur mycket Valentine än hatar honom för hans handlingar, så hatar han sig själv mer. Övertygad om att Proteus ånger är äkta, förlåter Valentine honom och verkar till och med beredd att avstå Silvia till vännen. "Sebastian" svimmar av förskräckelse och sorg, och försöker sedan att ta fram ringen som hon ska ge till Silvia, eftersom hon har glömt att göra det innan. Men av misstag tar hon istället fram sin egen ring, och hennes riktiga identitet som Julia blir avslöjad eftersom Proteus känner igen ringen. Proteus påminns om sina känslor för henne och friar till henne på nytt.
Under tiden har hertigen och Thurio blivit tillfångatagna av de fredlösa. Thurio hävdar sin rätt till Silvia, men Valentine hotar att döda honom om han försöker närma sig Silvia. Thurio blir livrädd. Hertigen föraktar Thurios feghet men blir imponerad av Valentines handlande. Han ger sitt samtycke till Valentines och Silvias känslor för varandra. De båda paren blir lyckligen förenade, och hertigen benådar de fredlösa och bjuder in dem till Milano.

## Översättningar till svenska
Pjäsen finns i fyra svenska översättningar med olika titlar. 1847 kom Carl August Hagbergs översättning Två ungherrar från Verona som ingick i Shakspere's dramatiska arbeten. Bd 2. Per Hallströms översättning 1923 hade titeln De två herrarna från Verona och trycktes i Shakespeares dramatiska arbeten. Lustspel, Bd 2. 1962 publicerades Två herrar från Verona i Åke Ohlmarks översättning i samlingsvolymen Komedier. 1977 trycktes Allan Bergstrands översättning Två adelsmän från Verona.

## Uppsättningar
Folietextens utformning tyder på att pjäsen fortfarande spelades efter 1606. 1762 spelades en adaption på Drury Lane Theatre i London. Nästa uppsättning, också den kraftigt bearbetad, ägde rum 1784 på Covent Garden Theatre i London. Uppsättningen togs ner redan efter premiären. Notabla uppsättningar under 1800-talet var Charles Keans 1848 på Haymarket Theatre i London och Samuel Phelps 1857 på Sadler's Wells Theatre i London samt William Poels 1892 och 1896. Poel återvände till pjäsen 1910 på en elisabetanskt inspirerad scenlösning på  Her Majesty's Theatre.
I Tyskland har pjäsen varit populärare och haft mer framgång. Theodore Fontane satte upp den i Berlin 1857. 1933 spelades Hans Rothes fria översättning.
1904 satte Harley Granville-Barker upp komedin på Royal Court Theatre i London och 1910 spelades den på Shakespeare Memorial Theatre i Stratford-upon-Avon i regi av Frank Benson. 1952 satte Denis Carey framgångsrikt  upp pjäsen på Old Vic i London. När Michael Langham satte upp pjäsen 1957 på samma teater hade han flyttat handlingen i tid till det sena 1800-talet. En uppsättning som väckte uppmärksamhet var Peter Halls på Royal Shakespeare Theatre i Stratford-upon-Avon 1960. 1970 regisserade Robin Phillips stycket på Royal Shakespeare Company med Helen Mirren som Julia. 1981 tog Royal Shakespeare Company upp pjäsen på nytt, denna gång i regi av John Barton. En uppsättning där alla skådespelarna befann sig på scenen hela tiden, betraktande spelet. David Thacker regisserade nästa produktion med Royal Shakespeare Company 1991 på Swan Theatre i Stratford och flyttade handlingen till 1930-talet med mycket musik från det årtiondet, bland annat av Cole Porter. 1996 regisserade Jack Shepherd pjäsen på Globe Theatre i London med Mark Rylance som Proteus.

### Uppsättningar i Sverige
- 1954 Två ungherrar från Verona, Teater 50, Stockholm, regi Lars-Erik Löfman
- 1964 Två herrar från Verona, Folkteatern, Göteborg, regi Kurt-Olof Sundström
- 1974 Två gentlemän från Verona, Riksteatern (rockmusikal, bearbetning John Guare & Mel Shapiro), översättning Carl August Hagberg &  Björn Barlach, regi Peter Flack
- 1974 Två gentlemän från Verona, Malmö stadsteater (rockmusikal, bearbetning John Guare & Mel Shapiro), översättning Carl August Hagberg & Björn Barlach, regi Hans Bergström
- 1993 Två gentlemän från Verona, Romateatern, Gotland, regi Martin Lindberg
- 2003 Två gentlemän från Verona, New Jersey, Spegelteatern

## Filmatiseringar
- 1952 regi Denis Carey (TV, Storbritannien)
- 1964 Zwei Herren aus Verona, regi Hans-Dieter Schwarze (TV, Västtyskland)
- 1966 Die zwei Herren aus Verona, regi Harald Benesch (TV, Västtyskland)
- 1983 regi Don Taylor (TV, Storbritannien)
- 2015 2 Gentlemen of Verona, regi Katherine Stewart